# Archibald Campbell (1er marquis d'Argyll)
Pour les articles homonymes, voir Archibald Campbell et Campbell.
 (décembre 2019).
Si vous disposez d'ouvrages ou d'articles de référence ou si vous connaissez des sites web de qualité traitant du thème abordé ici, merci de compléter l'article en donnant les références utiles à sa vérifiabilité et en les liant à la section « Notes et références ».
Archibald Campbell (mars 1607 – 27 mai 1661), 8e comte puis 1er marquis d'Argyll, fut un seigneur écossais de la famille des Argyll, du clan des Campbell.

## Biographie
Archibald Campbell vit son titre héréditaire de lord de Lorne remis en cause par le roi Charles Ier. Il rejoignit alors les opposants à la politique royale et fut notamment signataire du National Covenant (28 février 1638). Il s'opposa fermement à Montrose, lequel l'accusait de chercher avant tout à privilégier les intérêts de sa famille.
Il était ami de Cromwell et, comme lui, de la secte des Indépendants. Il s'opposa à l'Engagement et influença le gouvernement auteur de l'Acte des Classes. Il couronna Charles II à Scone en janvier 1651 mais fut décapité après la Restauration, en 1661.
Il est le père d'Archibald, comte d'Argyll (1629 – 1685).